# 763 (číslo)
Sedm set šedesát tři je přirozené číslo. Následuje po čísle sedm set šedesát dva a předchází číslu sedm set šedesát čtyři. Římskými číslicemi se zapisuje DCCLXIII a řeckými číslicemi ψξγ.

## Matematika
763 je:
- Deficientní číslo
- Poloprvočíslo
- Šťastné číslo

## Astronomie
- (763) Cupido je planetka hlavního pásu, kterou objevil v roce 1913 Franz Kaiser

## Roky
- 763
- 763 př. n. l.